# Bocskay Tóbiás
Bocskay Tóbiás (Csíkszentmárton, 1840. február 16. – Kolozsvár, 1873. november 22.) minorita rendi gimnáziumi tanár.

## Élete
Előbb tanító, hitszónok és segédlelkész volt, majd gimnáziumi tanár Nagybányán, Kantán és Aradon.

## Munkái
Könyvismertetéseket és tárcza-czikkeket irt az aradi Alföld cz. napilapba (1868. 1870–71.)
Álnevei: Csabay Aladár, dr. Kondorossy és Kondorossy Aladár.